# Angelika Ebbinghaus
Angelika Ebbinghaus (geboren 26. August 1945 in Würzburg) ist eine deutsche Diplom-Psychologin, Psychologische Psychotherapeutin. Sie erwarb einen Doktorgrad im Fach Geschichtswissenschaft.

## Leben
Mit der Studie Arbeiter und Arbeitswissenschaft. Zur Entstehung der „Wissenschaftlichen Betriebsführung“ wurde sie 1982 an der Universität Hamburg zum Dr. phil. promoviert. Sie setzt sich insbesondere mit der Zeit des Nationalsozialismus auseinander. Aufsehen erregten ihre Arbeiten zur Medizin im Nationalsozialismus und ihre Darstellung von Frauenbiographien im Nationalsozialismus, in der Frauen nicht nur als Opfer, sondern auch als verantwortliche Täterinnen der nationalsozialistischen Verbrechen betrachtet wurden.
Sie gründete 1984 mit Karl Heinz Roth und anderen die Stiftung für Sozialgeschichte des 20. Jahrhunderts. Jahrzehntelang war sie die verantwortliche Herausgeberin von 1999 – Zeitschrift für Sozialgeschichte des 20. und 21. Jahrhunderts. Von 2003 bis Ende 2007 erschien die Druckausgabe unter dem neuen Namen Sozial.Geschichte. Zeitschrift für historische Analyse des 20. und 21. Jahrhunderts. 2009 begann die digitale Ausgabe unter dem Titel Sozial.Geschichte Online. 2021 ist das Heft 29 von Sozial.Geschichte Online erschienen.
In neueren Arbeiten setzt Ebbinghaus sich mit der Geschichte der 68er-Bewegung auseinander und untersucht die sozialen Bewegungen und Revolten der ausgehenden 1960er Jahre als ein globales Phänomen. Ebbinghaus war Mitglied im Sozialistischen Deutschen Studentenbund (SDS), der operaistisch inspirierten Gruppe Proletarische Front im Umfeld der Zeitschrift Autonomie und Aktivistin der Hamburger Frauenbewegung. Sie war 1976 maßgeblich an der Gründung des ersten autonomen Frauenhauses in Hamburg beteiligt. Ebbinghaus ist Mitglied im wissenschaftlichen Beirat von Attac.

## Schriften
- mit Heidrun Kaupen-Haas, Karl Heinz Roth (Hrsg.): Heilen und Vernichten im Mustergau Hamburg. Konkret-Literatur-Verlag, Hamburg 1984, ISBN 3-922144-41-1.
- Als Hrsg.: Opfer und Täterinnen. Frauenbiographien des Nationalsozialismus. Greno, Nördlingen 1987, ISBN 978-3-89190-951-5.
- Hrsg. auch mit Karsten Linne: Kein abgeschlossenes Kapitel. Hamburg im „Dritten Reich“. Europäische Verl.-Anstalt, Hamburg 1997, ISBN 978-3-434-52006-1.
- mit Klaus Dörner (Hrsg.): Vernichten und Heilen. Der Nürnberger Ärzteprozess und seine Folgen. Aufbau, Berlin 2001, ISBN 3-351-02514-9.
- mit Karl Heinz Roth (Hrsg.): Rote Kapellen, Kreisauer Kreise, Schwarze Kapellen. Neue Sichtweisen auf den Widerstand gegen die NS-Diktatur. VSA, Hamburg 2004, ISBN 3-89965-087-5.
- Die 68er. Schlüsseltexte der globalen Revolte. Promedia, Wien 2008. ISBN 978-3-85371-278-8.
- als Herausgeberin: Die letzte Chance? 1968 in Osteuropa. Analysen und Berichte über ein Schlüsseljahr. VSA, Hamburg 2008, ISBN 978-3-89965-311-3.
- Ein anderer Kompass. Soziale Bewegungen und Geschichtsschreibung. Texte 1969–2009. assoziation a, Hamburg/Berlin 2010, ISBN 978-3-935936-95-8.

Aufsätze
- mit Gerd Preissler: Die Ermordung psychisch kranker Menschen in der Sowjetunion. Dokumentation. In: Götz Aly (Hrsg.): Aussonderung und Tod. Die klinische Hinrichtung der Unbrauchbaren (= Beiträge zur nationalsozialistischen Gesundheits- und Sozialpolitik). Rotbuch-Verlag, Berlin 1985, ISBN 3-88022-950-3, S. 75–107.
- mit Karl Heinz Roth: Vorläufer des „Generalplans Ost“. Eine Dokumentation über Theodor Schieders Polendenkschrift vom 7. Oktober 1939. In: 1999 – Zeitschrift für Sozialgeschichte des 20. und 21. Jahrhunderts. 7 (1992), S. 62–94.
- mit Karl Heinz Roth: Die Opfer und die Täter der kriegschirurgischen Experimente in den Konzentrationslagern. In: Christoph Kopke (Hrsg.): Medizin und Verbrechen. Festschrift zum 60. Geburtstag von Walter Wuttke. Klemm und Oelschläger, Ulm 2001, ISBN 3-932577-32-9, S. 258–286.
- mit Karl Heinz Roth: Vernichtungsforschung. Der Nobelpreisträger Richard Kuhn, die Kaiser Wilhelm-Gesellschaft und die Entwicklung von Nervenkampfstoffen während des „Dritten Reiches“. In: Sozial.Geschichte Online 1 (2002), S. 15–50.